# 강구초등학교
강구초등학교는 대한민국 경상북도 영덕군 강구면 오포리에 있는 공립 초등학교다.

## 학교 연혁
- 1935년 4월 21일 강구공립보통학교 개교(설립인가 4월 6일)
- 1938년 4월 1일 오포공립심상소학교로 개칭
- 1941년 4월 1일 오포공립국민학교로 개칭
- 1946년 10월 1일 강구국민학교 개칭
- 1961년 5월 7일 직천분교장 설립인가
- 1967년 3월 1일 33학급 편성(최다 학생수:2,294명)
- 1984년 3월 1일 병설유치원 1학급 인가
- 1988년 3월 1일 직천국민학교 분교장 격하 편입
- 1995년 2월 28일 직천분교장 통합
- 1995년 9월 1일 금진국민학교 분교장 격하 편입
- 1996년 3월 1일 금진분교장 통합
- 1996년 3월 1일 강구초등학교로 개칭
- 2017년 3월 1일 제30대 김성수 교장 부임
- 2020년 2월 11일 제81회 졸업식(총 14,832명)

## 학교 상징
- 우리 학교 꽃 - 장미 : 관목성의 화목(花木)으로서 약 100종 이상이 알려져 있다.
- 우리 학교 나무 - 향나무 : 사철 푸르름을 자랑하는 나무로서 건강하고 씩씩하게 자라기를 기대함

## 참고 문헌
- 강구초등학교 - 한국교육학술정보원 학교알리미